# Maja Todorović
Maja Todorović (Split, 27. januar 1990) srpski je dramski pisac i scenarista.

## Biografija
Rođena u Splitu, odrasla u Herceg Novom, živi u Beogradu. Završila je Fakultet dramskih umetnosti u Beogradu, gde je diplomirala  na katedri za dramaturgiju. Na prvom konkursu Beogradskog dramskog pozorišta za dramski prvenac osvaja prvu nagradu za dramu „Drekavac“, rad sa III godine studija. Za diplomsku dramu "Kinez" osvojila je nagradu prvog konkursa za najbolji dramski tekst za djecu i mlade ASSITEJ centra Crna Gora, koji je ta teatarska organizacija 2013. godine raspisala u saradnji sa Kotorskim festivalom pozorišta za djecu i Gradskim pozorištem Podgorica. Drama je postavljena u Gradskom pozorištu u Podgorici u režiji Anje Suše. Sledi nagrada CNP-a za najbolji dramski tekst za dramu „Šćeri moja“, koju u tom pozorištu režira Ana Vukotić.
Pisac je drama: „Antigona 1918“ (SNP Novi Sad, režija: Milan Nešković) i „Nečista krv“ (NP Beograd, režija Milan Nešković). Radila je kao dramaturg na brojnim predstavama u JDP-u, NP Banja Luka, Teatru Voklov u Rusiji, Narodnom pozorištu u Subotici... Scenarista je filmova „Ajvar“ i „Toma“,  serija: „Žigosani u reketu“, „Dug Moru“ (2. sezona), „Toma“, „V efekat“..., kao i brojnih kratkih igranih filmova.

## Dela
Pozorišni komadi
- Drekavac (BDP, režija: Milena Pavlović)
- Pakovana devojka (dip. predstava BDP), režija: Staša Koprivica
- Kinez ( Gradsko pozorište Podgorica), režija: Anja Suša
- Šćeri moja... (Nagrada za najbolju dramu - CNP)
- Antigona 1918 (SNP, režija: Milan Nešković)
- Nečista krv ( NP, režija: Milan Nešković)

Filmovi
- Ajvar
- Toma

TV Serije
- Žigosani u reketu
- Dug moru 2
- Toma
- V efekat

## Spoljašnje veze
- Udruženje dramskih pisaca Srbije
- IMDb